# XVIII Corpo de Exército (Alemanha)
O XVIII Corpo de Exército (em alemão: XVIII. Armeekorps) foi um corpo de exército da Alemanha na Segunda Guerra Mundial. O XVIII. Armeekorps foi formado em Salzburgo, Áustria, após a Anschluss ocorrida em 1 de abril de 1938 ficando em Wehrkreis XVIII.
O corpo de exército foi mobilizado no início da Segunda Guerra Mundial onde atuou na Campanha Polonesa. Em seguida foi movido para a França em maio de 1940. No dia 30 de outubro de 1940 a maior parte da unidade foi transferida para o XXXXIX Corpo de Montanha, no dia seguinte o restante da unidade foi enviado para realizar a formação do XVIII Corpo de Montanha. 

## Comandantes
| Comandante                               | Data                                           |
| ---------------------------------------- | ---------------------------------------------- |
| General der Infanterie Eugen Beyer       | 1 de abril de 1938 - 5 de junho de 1940        |
| Generalleutnant Hermann Ritter von Speck | 5 de junho de 1940 - 15 de junho de 1940 (KIA) |
| General der Gebirgstruppe Franz Böhme    | 15 de junho de 1940 - 1 de novembro de 1940    |

## Chef des Stabes
| Generalmajor Rudolf Konrad | 1 de abril de 1938 - 8 de fevereiro de 1940     |
| Oberst Hubert Lanz         | 15 de fevereiro de 1940 - 25 de outubro de 1940 |
| Oberst Max Pemsel          | 25 de outubro de 1940 - 1 de novembro de 1940   |

## Oficiais de Operações (Ia)
| Oberst Erich Hofmann | 1 de abril de 1938 - 15 de outubro de 1939    |
| Oberst Max Pemsel    | 15 de outubro de 1939 - 25 de outubro de 1940 |
| Major Franz Jais     | 25 de outubro de 1940 - 1 de novembro de 1940 |

## Área de Operações
| Polônia | setembro de 1939 - maio de 1940 |
| França  | maio de 1940 - outubro de 1940  |

## Serviço de Guerra
| Data                  | Exército     | Grupo de Exército | Lugar             |
| --------------------- | ------------ | ----------------- | ----------------- |
| 1 de setembro de 1939 | 14º Exército | Süd               | Galizien, Lemberg |
| dezembro de 1939      | 12º Exército | A                 | Eifel             |
| janeiro de 1940       | 12º Exército | A                 | Eifel, Aisne      |
| junho de 1940         | 9º Exército  | B                 | Aisne             |
| julho de 1940         | 12º Exército | C                 | França            |
| setembro de 1940      | 1º Exército  | C                 | Oeste da França   |

## Organização
1 de setembro de 1939
- 3. Gebirgs-Division
- 4. leichte Division
- 2ª Divisão Panzer

5 de junho de 1940
- 290ª Divisão de Infantaria
- 81ª Divisão de Infantaria
- 25ª Divisão de Infantaria

## Membros notáveis
- Eugen Beyer — Feldmarschalleutnant na Bundesheer antes da Anschluss.
- Franz Böhme — Generalmajor no Bundesheer antes da Anschluss.
- Rudolf Konrad — O quartel da Bundeswehr em Bad Reichenhall foi nomeado como General-Konrad-Kaserne em sua honra no ano de 1966.